# Anneliese van der Pol
Anneliese van der Pol (ur. 23 września 1984 w Amsterdamie) – amerykańsko-holenderska aktorka i piosenkarka, najbardziej znana z ról Chelsea Daniels w serialu Świat Raven (That’s So Raven, 2003–2007) i Jennifer w filmie Wampiry i świry.
Jest córką Willema van der Pola, Holendra, i Dyan Ross, amerykańskiej Żydówki. Gdy miała trzy lata, cała jej rodzina przeniosła się do Stanów Zjednoczonych.

## Filmografia
| Role główne    | Role główne             | Role główne                 | Role główne          |
| Rok            | Tytuł                   | Rola                        | Notatki              |
| -------------- | ----------------------- | --------------------------- | -------------------- |
| 2011           | Taniec rządzi           | Ronnie                      |                      |
| 2010           | Wampiry i świry         | Jennifer                    |                      |
| 2007           | Bratz                   | Avery                       |                      |
| 2006           | Igrzyska Disney Channel | Zawodnik drużyny czerwonych | Igrzyska w roku 2006 |
| 2003-2007      | Świat Raven             | Chelsea Daniels             |                      |
| Głos i dubbing |                         |                             |                      |
| Rok            | Tytuł                   | Rola                        | Notatki              |
| 2006           | Kim Kolwiek             | Heather                     | Głos                 |